# Santaloides anomalum
Santaloides anomalum là một loài thực vật có hoa trong họ Connaraceae. Loài này được (King) G. Schellenb. miêu tả khoa học đầu tiên năm 1910.